# 유후인역
유후인역(일본어: 由布院駅:ゆふいんえき 유후인에키[*])은 일본 오이타현 유후시 유후인 정 가와키타에 위치한 큐슈여객철도(JR 큐슈) 규다이 본선의 철도역이다.
역 인근에 유후인 온천 등의 관광지들이 있어, 유후인에서 승강 인원이 가장 많은 역이며, 특급 '유후', '유후인노모리'를 포함한 전 열차가 정차한다. 또한 당역을 시발역, 종착역으로 하는 열차도 많다(특급열차 중에도 당역을 시발역, 종착역으로 하고 있는 계통도 있다). 노야역 방면에서는 선로가 북동쪽 방향으로 진행되지만, 당역에서 방향을 180도 바꾸어 남서쪽 방향으로 진행된다.

## 역사
- 1925년 7월 29일 - 규다이 본선의 유노히라역 ~ 당역 구간의 개통에 따라, "기타유후 역"(北由布駅)이라는 이름으로 개업.[1]
- 1926년 11월 26일 - 규다이 본선의 당역 ~ 노야역 구간이 개통함.[1][2]
- 1950년 1월 1일 - "유후인 역"으로 개칭.[3]
- 1987년 4월 1일 - 국철분할민영화에 의하여, 산요 신칸센을 제외한 일본국유철도의 규슈 내 여객철도 사업이 전부 큐슈여객철도에게 계승되어, 큐슈여객철도의 역이 됨.[4][5]
- 2016년 4월 29일 - 구마모토 지진의 여진으로 보이는 진도 5강의 흔들림이 관측되었으며, 이로 인해 대합실 천장 부분의 유리가 깨지고 떨어지는 사고가 발생함.[6]

## 이용 현황
| 승차 인원 추이 | 승차 인원 추이    |
| 연도           | 1일 평균 이용객수 |
| -------------- | ----------------- |
| 2000           | 932               |
| 2001           | 921               |
| 2002           | 951               |
| 2003           | 975               |
| 2004           | 880               |
| 2005           | 881               |
| 2006           | 914               |
| 2007           | 922               |
| 2008           | 909               |
| 2009           | 846               |
| 2010           | 810               |
| 2011           | 844               |

## 역 주변
- 유후 시청 유후인 청사
- 유후인 공민관
- 유후인 온천
- 오이타 강
- 긴린 호

## 인접 역
| 규다이 본선      | 규다이 본선   | 규다이 본선            |
| ---------------- | ------------- | ---------------------- |
| 노야 구루메 방면 | ■ 규다이 본선 | 미나미유후 오이타 방면 |